# Pièces de monnaie de Nouvelle-France
 (février 2011).
Si vous disposez d'ouvrages ou d'articles de référence ou si vous connaissez des sites web de qualité traitant du thème abordé ici, merci de compléter l'article en donnant les références utiles à sa vérifiabilité et en les liant à la section « Notes et références ».
Tous les types de pièces de monnaie royale française de la fondation de la ville de Québec en 1608 à la chute du régime français en 1759 ont circulé au Canada. Ces pièces étaient frappées principalement aux ateliers suivants: Paris, La Rochelle.

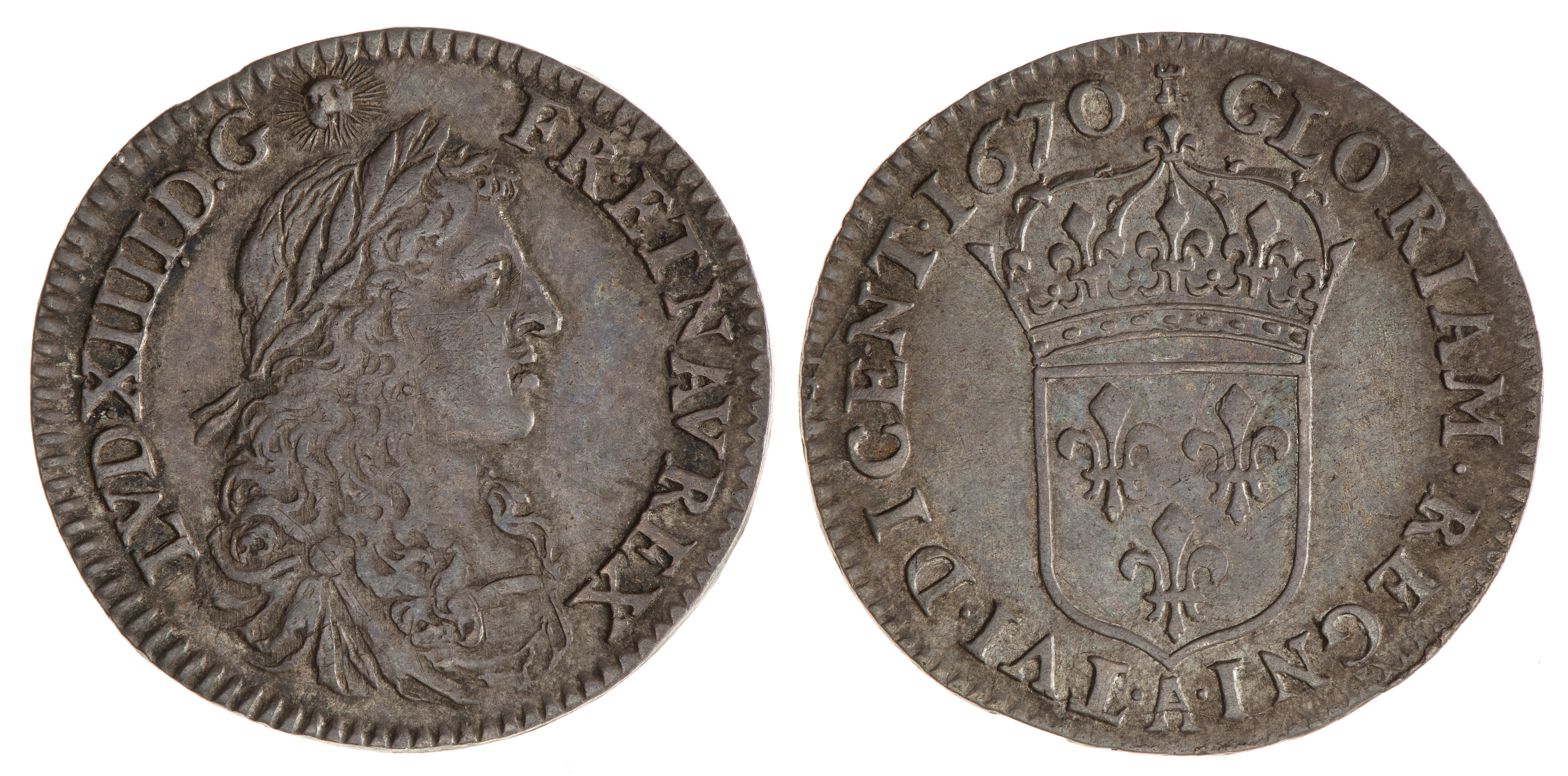
5 sols (1/12e d'écu), 1670, à l'effigie de Louis XIV.

Voici les types de pièces frappées, utilisées en Nouvelle-France, regroupées par roi :
Louis XIII (1610-1643)
- Pièces en cuivre : denier tournois, double tournois
- Pièces en billon : douzains haguenots, piéfort, vaquette
- Pièces d'argent : demi- écu, demi-franc, quart d'écu, huitième d'écu, douzième d'écu
- Pièce en or : Louis XIII d'or

Louis XIV, le Roi Soleil (1643-1715)
- Pièces de cuivre : deux deniers, liard, six deniers
- Pièces en billon : deux sols, un sols, onze sols, quinzain, trente deniers, quinze deniers, seize deniers, 1670
- Pièces en argent frappées uniquement pour la Nouvelle-France: 2,5,15 sols de 1670
- Pièces en argent : 30 deniers, 35 sols, 10 sols, 5 sols, 2 sols, demi-écu, dixième d'écu, écu

Louis XV (1715-1759), fin du régime français au Canada
- Pièces en cuivre : demi-sol, liard, neuf deniers, seize deniers, sol des colonies françaises
- Pièces en billon : deux sols, sol
- Pièces en argent : un cinquième d'écu, demi-écu, dixième d'écu, douzième d'écu, écu, livre, petit Louis, quart d'écu, sixième d'écu, tiers d'écu
- Pièce d'or : Louis XV d'or